# 1435
| 1435               |
| ------------------ |
| Dødsfald - Fødsler |
|                    |

| Gregoriansk kalender | 1435 MCDXXXV            |
| Ab urbe condita      | 2188                    |
| Armensk kalender     | 884 ԹՎ ՊՁԴ              |
| Kinesiske kalender   | 4131 – 4132 甲寅 – 乙卯 |
| Etiopisk kalender    | 1427 – 1428             |
| Jødisk kalender      | 5195 – 5196             |
| Hindukalendere       |                         |
| - Vikram Samvat      | 1490 – 1491             |
| - Shaka Samvat       | 1357 – 1358             |
| - Kali Yuga          | 4536 – 4537             |
| Iransk kalender      | 813 – 814               |
| Islamisk kalender    | 838 – 839               |

Konge i Danmark: Erik 7. 1396-1439
Se også 1435 (tal)